# Brewster Shaw
Brewster Hopkinson Shaw Jr. (Cass City, 16 maggio 1945) è un ex astronauta statunitense. Ha partecipato alle missioni spaziali Shuttle STS-9, STS-61-B e STS-28, una come pilota e due come comandante.